# 千綿駅
千綿駅（ちわたえき）は、長崎県東彼杵郡東彼杵町平似田郷にある、九州旅客鉄道（JR九州）大村線の駅である。

## 歴史
- 1928年（昭和3年）4月20日：鉄道省の駅として開設[2]。
- 1962年（昭和37年）2月15日：貨物取扱廃止[2]。
- 1971年（昭和46年）10月20日：荷物扱い廃止[3]。駅員無配置駅となる[4]（簡易委託化）。
- 1987年（昭和62年）4月1日：国鉄分割民営化により、九州旅客鉄道（JR九州）の駅となる[2]。
- 1993年（平成5年）2月12日：駅舎改築[5]。
- 2014年（平成26年）11月20日：青春18きっぷのポスターに採用される[6]。
- 2015年（平成27年）2月18日：駅舎内に「UMIHICO」が東彼杵町の公募入札にて開業する[7]。
- 2016年（平成28年）
  - 10月31日：「UMIHICO」が閉店する。
  - 12月3日：駅舎内に「千綿食堂」が東彼杵町の公募入札にて開業する[8][9]。
- 2022年（令和4年）
  - 3月21日：「千綿食堂」が公募契約期間満了につき閉店[10]。
  - 5月14日：フラワーショップ「ミドリブ」がアトリエショップを東彼杵町の公募入札にて開店[11]。
  - 9月23日：観光特急「ふたつ星4047」が運行を開始し、停車駅となる[12]。
- 2025年（令和7年）：ICカード「SUGOCA」を導入（予定）[13]。

## 駅構造

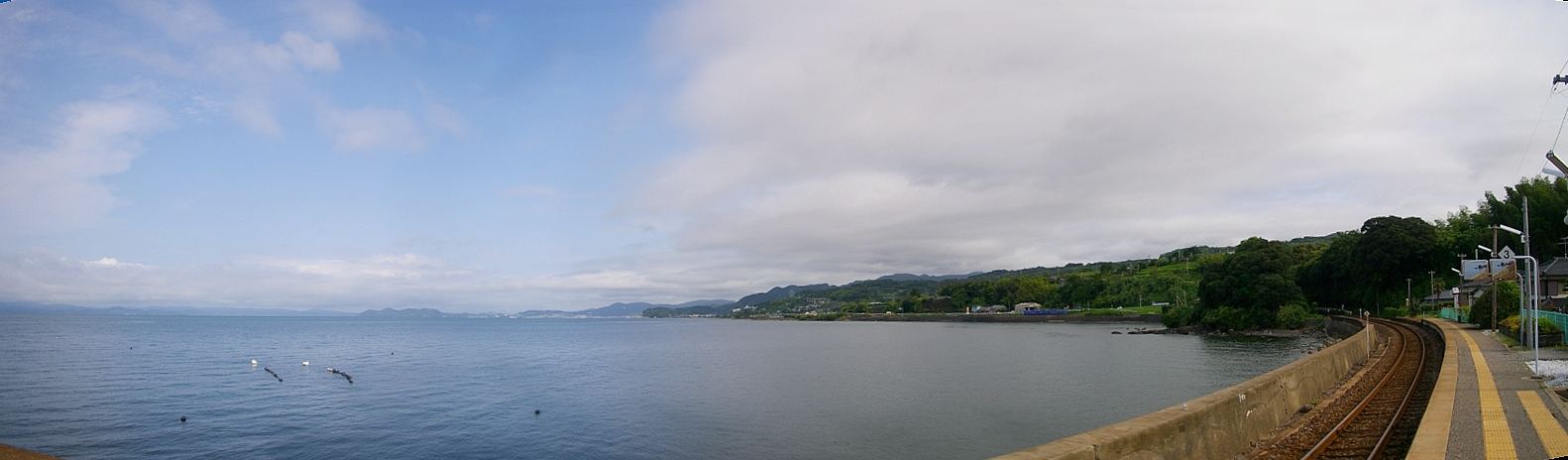
ホームと海（2006年8月）

単式ホーム1面1線を有する地上駅。下り側に向かって左側に木造駅舎がある。駅舎はホーム中程から階段を下りた場所にある。ホームは大村湾の海岸線に沿って設置され、カーブしている。
現駅舎は1993年（平成5年）に落成した木造平屋建て瓦葺きのもので、開業当時からの駅舎をイメージしたものとなっている。
簡易委託駅で、駅舎内部の窓口で乗車券を発売する。

### のりば
| のりば | 路線    | 方向 | 行先             |
| ------ | ------- | ---- | ---------------- |
| 1      | ■大村線 | 下り | 諫早・長崎方面   |
| 1      | ■大村線 | 上り | 早岐・佐世保方面 |

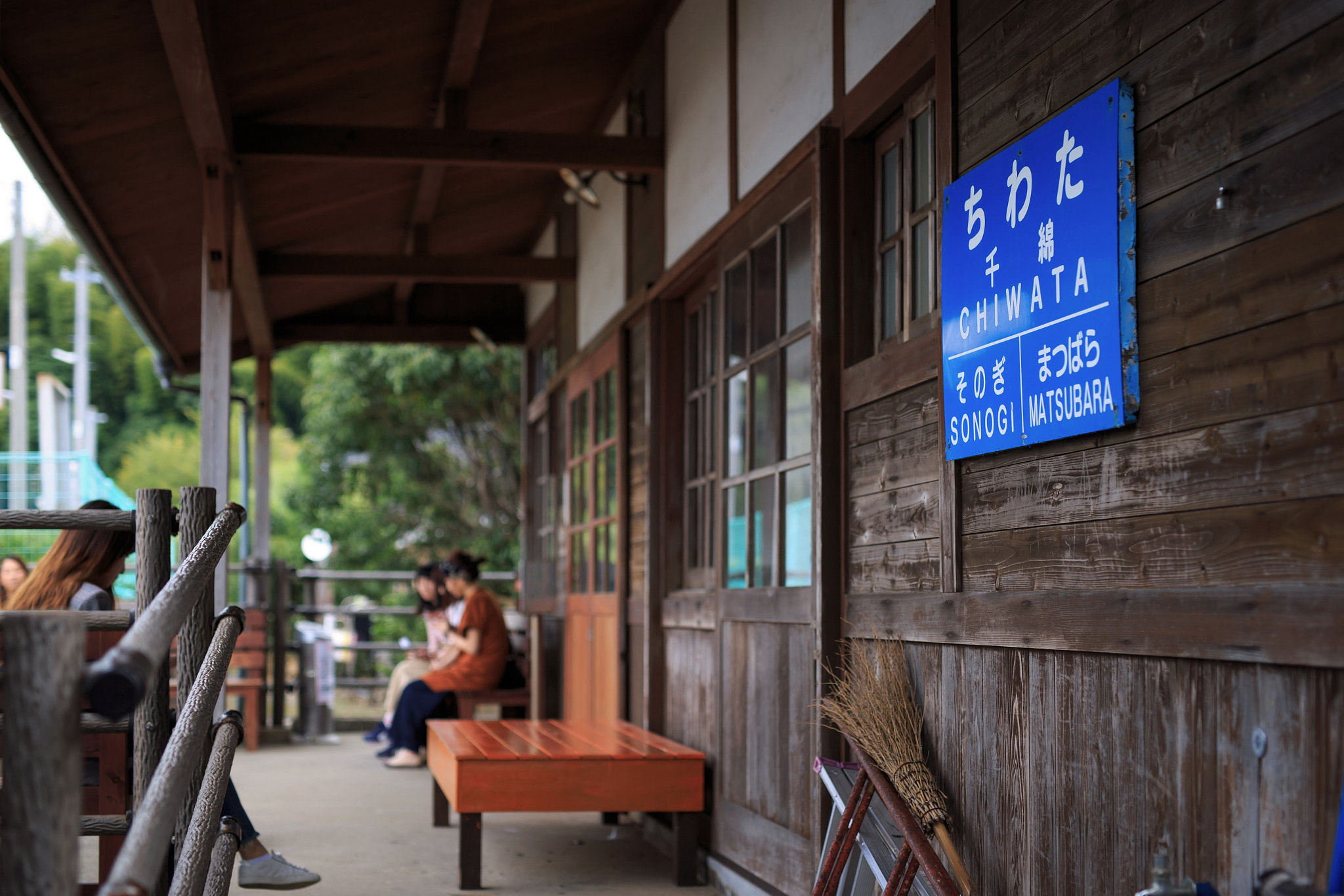
駅名標と駅舎（2017年10月、ホーム側）
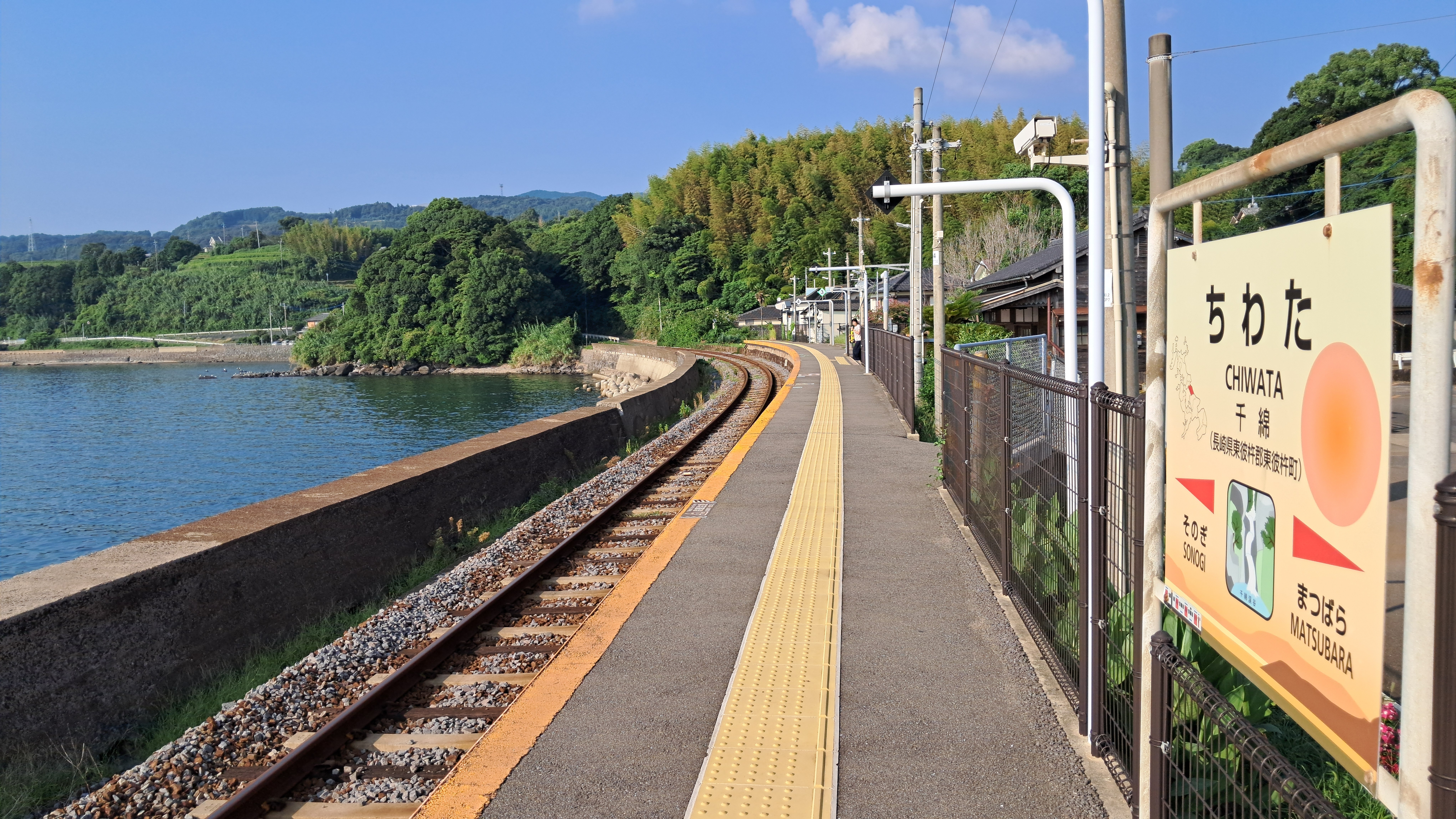
ホーム（2024年9月）

## 利用状況
- 2010年度の1日平均乗車人員は131人である。

| 乗車人員推移 | 乗車人員推移 |
| 年度         | 1日平均人数  |
| ------------ | ------------ |
| 2000         | 175          |
| 2001         | 189          |
| 2002         | 184          |
| 2003         | 177          |
| 2004         | 169          |
| 2005         | 160          |
| 2006         | 158          |
| 2007         |              |
| 2008         |              |
| 2009         |              |
| 2010         | 131          |

## 駅周辺
駅名は千綿だが、千綿宿郷の集落からは少し離れている。駅前広場が整備されている。駅前東側を大村線に並行する形で国道34号が通る。また、駅の約400m東側を大村線に並行する形で長崎自動車道が通っており、当駅の北東に大村湾パーキングエリアがある。
毎年10 - 11月頃に開催されていた「九州一周駅伝」では、第1日目の「たすき」の中継所（第4中継所）となり、文字通り「駅」伝の舞台となる。
2014年冬期の「青春18きっぷ」ポスターの写真に当駅が選ばれた。
- 千綿郵便局
- 東彼杵町立千綿小学校
- 東彼杵町立千綿中学校（2019年3月末に閉校した）
- 東彼杵町役場千綿支所
- 千綿渓谷
- 龍頭泉
- 大野原高原

## 隣の駅
九州旅客鉄道（JR九州）
■大村線
- 特急「ふたつ星4047」停車駅

■快速「シーサイドライナー」
通過
■区間快速「シーサイドライナー」・■普通
彼杵駅 - 千綿駅 - 松原駅